# Silluvia wittmeri
Silluvia wittmeri är en skalbaggsart som beskrevs av Zdzisława Stebnicka 1980. Silluvia wittmeri ingår i släktet Silluvia och familjen Aegialiidae. Inga underarter finns listade i Catalogue of Life.